# Annibale Pretto
Annibale Pretto (ur. 24 lutego 1946 w Lonigo) – włoski żużlowiec. 

## Życiorys
Pięciokrotny medalista indywidualnych mistrzostw Włoch na żużlu: dwukrotnie złoty (1971, 1973), srebrny (1969) oraz dwukrotnie brązowy (1970, 1972).
Wielokrotny reprezentant kraju na arenie międzynarodowej, m.in. dwukrotnie w półfinałach mistrzostw świata par (1971, 1975), trzykrotnie – w ćwierćfinałach kontynentalnych drużynowych mistrzostw świata (1970, 1971, 1974) oraz trzykrotnie – w ćwierćfinałach kontynentalnych indywidualnych mistrzostw świata (1970, 1971, 1972).